# Fabio Meira
Fabio Meira (Goiânia, 19 de septiembre de 1979) es un director y guionista de cine de Brasil. 

## Biografía
Comenzó su carrera en el cine como asistente de Ruy Guerra en O Veneno da Madrugada. Debutó como director con el cortometraje Dolores (2005). En el mismo año se mudó a Cuba para estudiar en la Escuela Internacional de Cine y Televisión. Trabajó como asistente de Fernando Trueba  y fue alumno de Gabriel García Márquez y Abbas Kiarostami en talleres de escritura y dirección. 
Para su primer largometraje, As duas Irenes, se inspiró en una historia familiar. Se estrenó en el Festival Internacional de Cine de Berlín en 2017 y fue premiada con cuatro Kikitos en el Festival de Cine de Gramado, como Mejor Guión y Mejor Película por el Jurado de Crítica.
La película fue exhibida en festivales de varios países y ganó premios como Mejor Ópera Prima en el Festival Internacional de Cine en Guadalajara y Mejor Película por el Jurado Popular en Semana Internacional de Cine de Valladolid.

## Filmografía
Director y guionista
- As Duas Irenes (Two Irenes) - 2017[8]
- O Discreto Charme de Uma Campeã (The discreet charm of a champion) - 2015
- Pátria (Homeland) - 2012
- Hoje Tem Alegria (There is joy today) - 2010
- Atlântico (Atlantic) - 2008
- Adiós a Cuba (Goodbye Cuba) – 2007
- Dolores (Dolores) – 2005

Guionista
- Bingo, O Rei das Manhãs (The king of the Morning) - 2017, de Daniel Rezende
- De Menor (Underage) - 2013, de Caru Alves de Souza
- The Illusion - 2008, de Susana Barriga